# يونغفراو

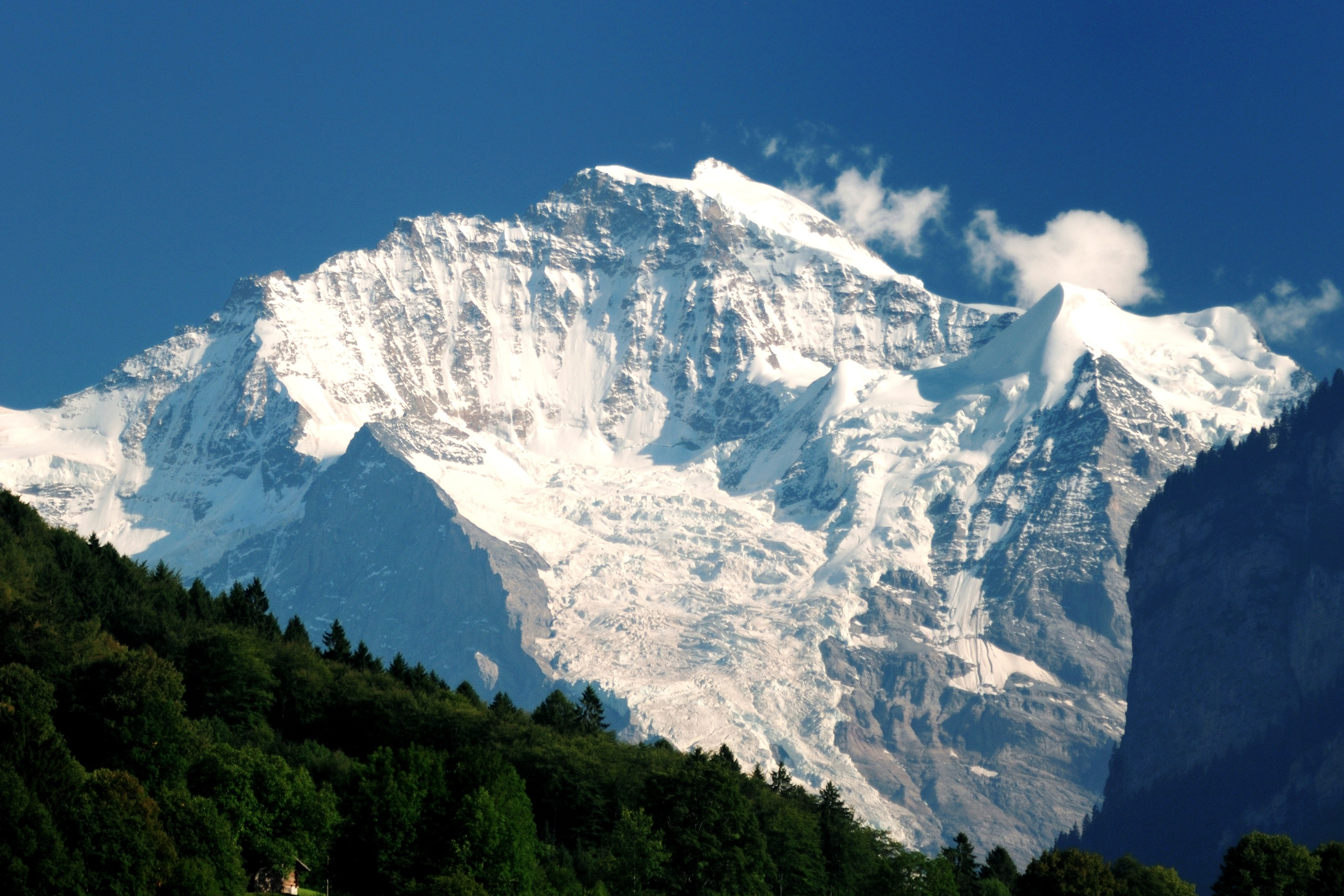
منظر لجبل يونغفراو ووادي لوتربرونين.

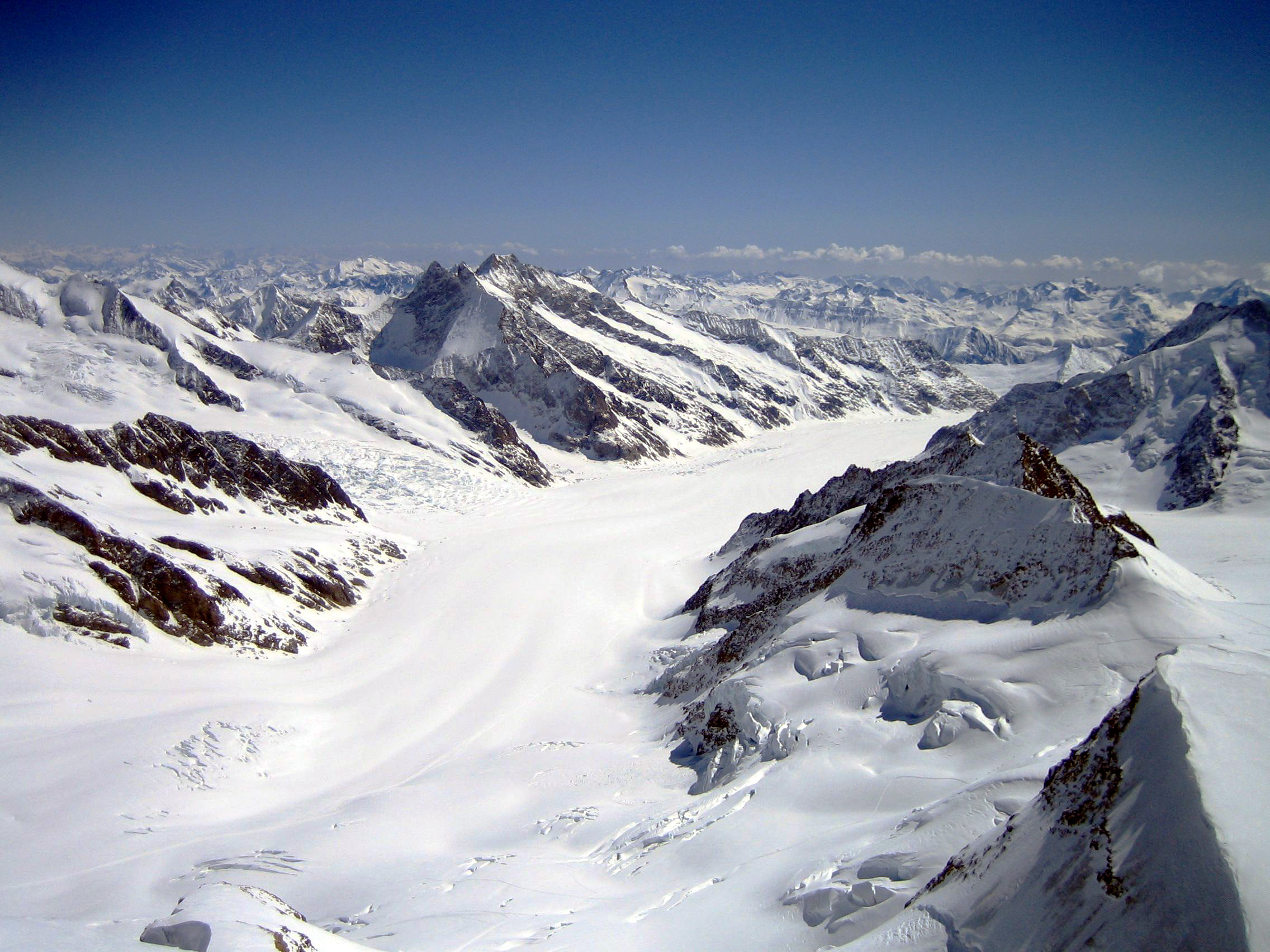
لقطة لنهر جليدي وصخور جبلية تم التقاطها من فوق أعلى قمة لجبل يونغفراو.

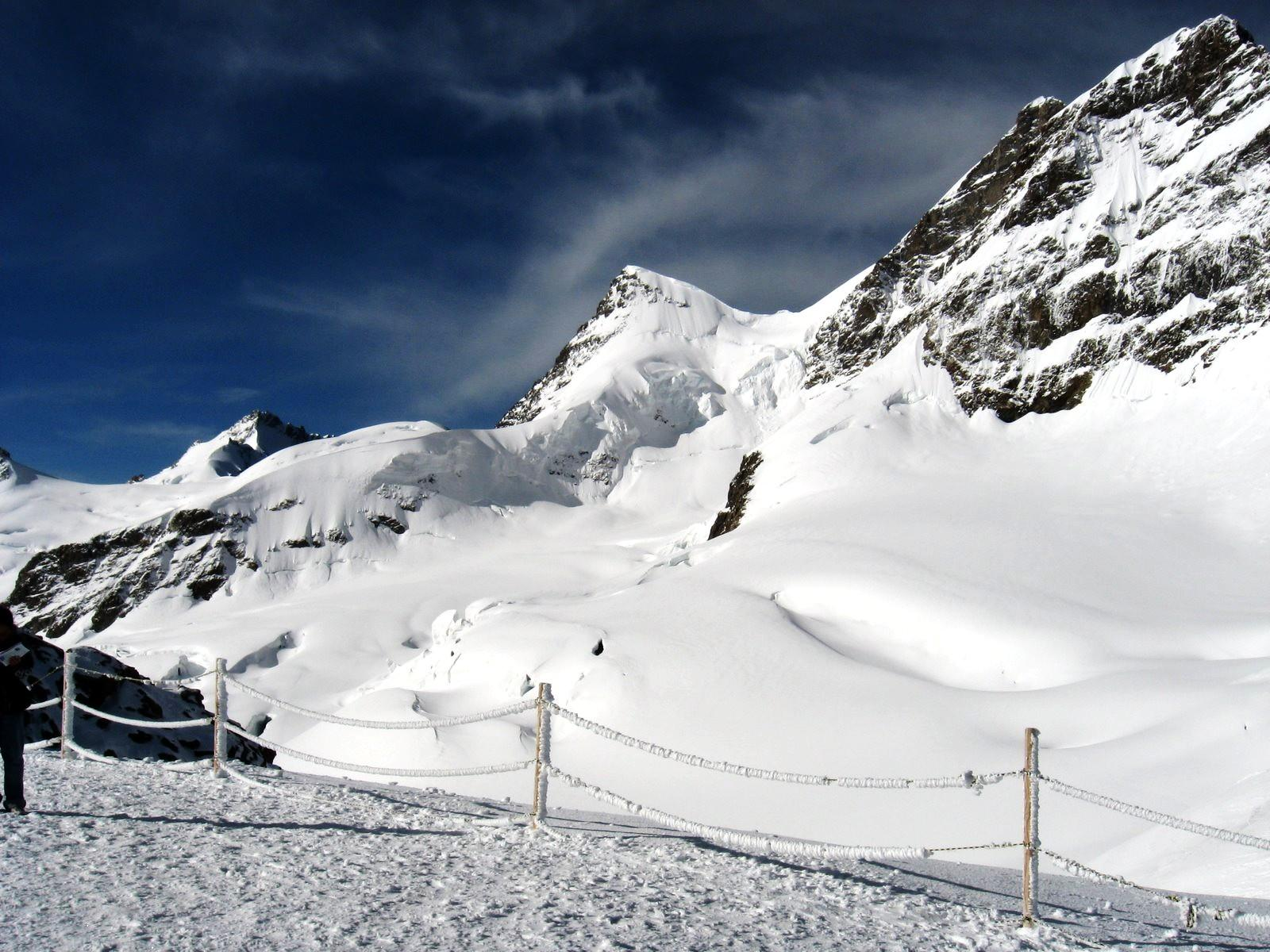
منظر ليونغفراو من جهة سياجه الشرقي

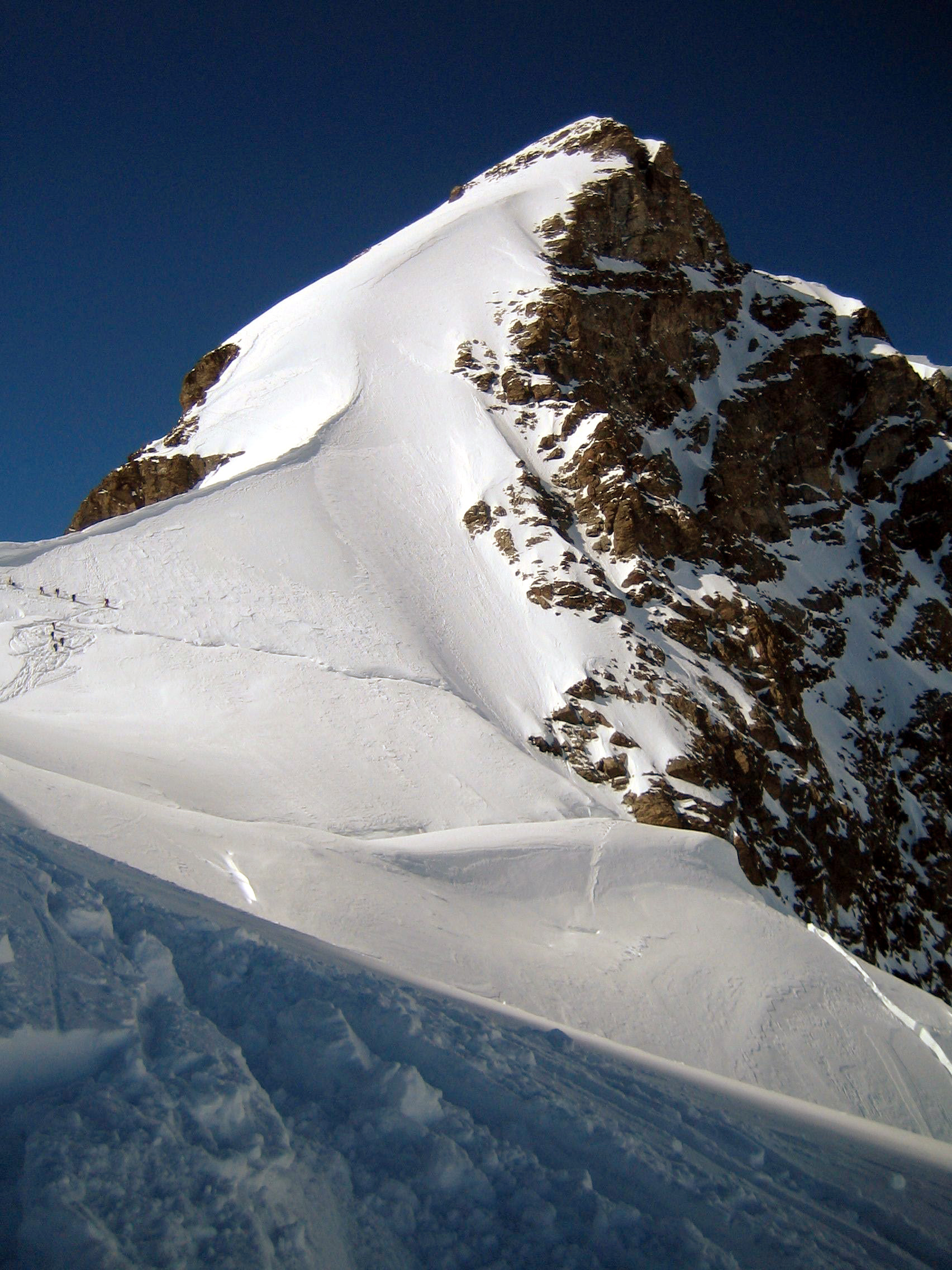
منظر لقمة الجبل.

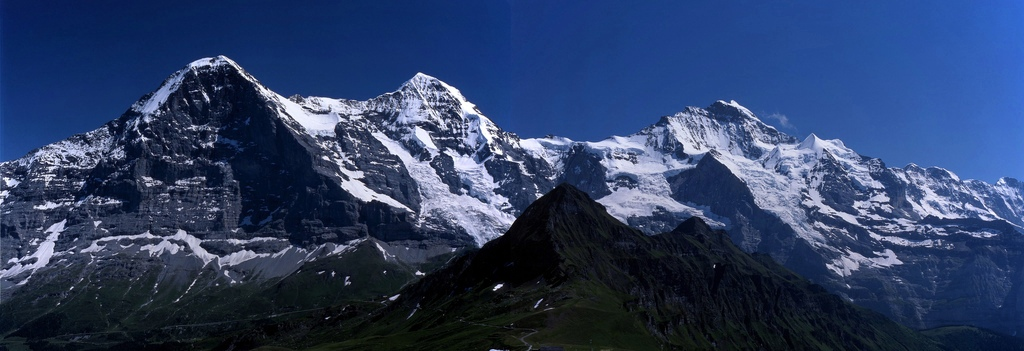
منظر لقمم إيجر ومونخ ويونغفراو

يونغفراو (بالإنجليزية: Jungfrau)‏ هو أحد جبال سلسلة جبال الألب البرنية ويقع في كانتون برن وكانتون فاليز في سويسرا. يحتل المرتبة رقم 16 في قائمة جبال سويسرا من حيث الارتفاع والذي يبلغ ارتفاعه 4158 متر، بينما يبلغ ارتفاع نتوء الجبل 687 متر، وكان أول صعود عليه في عام 1811.

## الموقع
يقع على مسافة تبعد حوالي 19 كم إلى الجنوب من منتجع أنترليكن.

## معنى اسمه
كلمة يونغفراو تعني بالألمانية العذراء.

## تكوينه
يُشَكِّل جزءًا من سلسلة جبال صخريّة دائريّة الشكل، تضم عدة مثالج تتحد لتُشَكِّل نهر أليتش الجليدي.

## أهميته السياحية
تنقل سكك حديدية كهربائية السياح إلى منطقة يونغفراو يوخ المنبسطة التي تقع ضمن هذه السلسلة، على ارتفاع 3,454م. والوصول إلى السكك الحديدية ممكن من منطقة لوتربرونن في الشرق ، أو منطقة جرندلوالد في الغرب.

## اقرأ أيضا
- قمة تسوغشبيتسه ،ألمانيا